# 竜ケ丘
竜ケ丘（たつがおか）は、山梨県富士吉田市にある住居表示実施により成立した地名。郵便番号は403-0014

## 地理
富士吉田市の中心部に近く、南西を富士河口湖町との境界線が接し、東に富士急行、西に中央自動車道が通過する地域。

## 歴史

### 沿革
- 1889年（明治22年）7月1日 - 町村制の施行により、瑞穂村、明見村、福地村が発足。
- 1939年（昭和14年）8月1日 - 瑞穂村が町制施行・改称して下吉田町となる。
- 1947年（昭和22年）11月23日 - 福地村が町制施行・改称して富士上吉田町となる。
- 1948年（昭和23年）4月1日　-　明見村が町制施行して明見町となる。
- 1951年（昭和26年）3月20日 - 下吉田町・明見町・富士上吉田町が合併して富士吉田市が発足。
- 1979年（昭和54年）7月1日 - 富士吉田市初の住居表示を実施。下吉田、新倉、松山の各一部から竜ケ丘一～三丁目が成立。

## 交通

### 鉄道
- 地区内に線路は通っていないが、富士急行線「月江寺駅」、「富士急ハイランド駅」が徒歩圏内にある。

### 路線バス
- 「竜ケ丘1丁目」「竜ケ丘3丁目」停留所
  - タウンスニーカー（熊穴・新倉循環線）（富士急バスが受託運行するコミュニティーバス）
- 「ときわ台1丁目」停留所（所在地は竜ケ丘一丁目）
  - タウンスニーカー（中央循環線）

## 施設

### 1丁目
- 山梨中央銀行竜が丘出張所
- 宮本屋薬局
- 東京屋製菓

### 2丁目
- 竜ケ丘神社
- セブンイレブン富士吉田おひめ坂通り店
- ファミリーマートおひめ坂通り店

### 3丁目
- 竜ケ丘会館
- 富士吉田総合教育センター